# Über die Pflicht zum Ungehorsam gegen den Staat

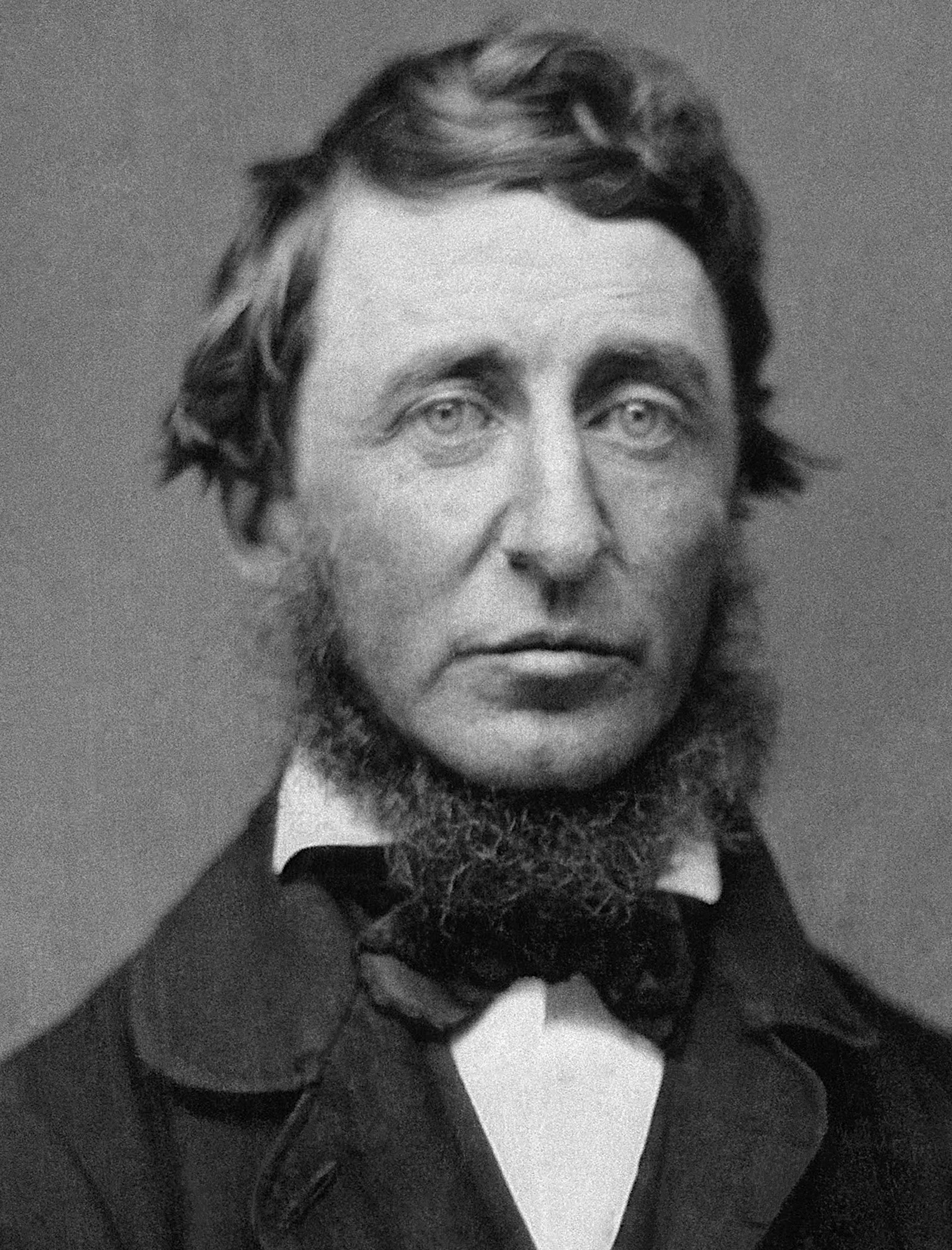
Henry David Thoreau, 1856

„Über die Pflicht zum Ungehorsam gegen den Staat“ ist ein 1849 erstmals abgedruckter Essay von Henry David Thoreau. Der Originaltitel lautete zunächst The Resistance to Civil Government, in der ersten Werkausgabe wurde daraus Civil Disobedience und später On the Duty of Civil Disobedience.

## Vorgeschichte
Seit 1834 hielt Thoreau Vorträge an der Volkshochschule seiner Heimatstadt Concord. Das Manuskript dieses Essays hatte er am 26. Januar 1848 dort vorgelesen. Der Vortrag wurde im folgenden Jahr in der ersten und einzigen Ausgabe einer Zeitschrift namens „Aesthetic Papers“ abgedruckt. Konkreter Anlass für diesen Text war Thoreaus Verhaftung, die zustande kam, da er sich weigerte, seine seit vier Jahren fällige Wahlsteuer zu entrichten. Er hätte bezahlen können, weigerte sich aber und wurde eingesperrt. Am nächsten Tag hatte jemand aus der Verwandtschaft die Schuld beim Gefängniswärter für ihn beglichen und Thoreau wurde freigelassen.

## Inhalt

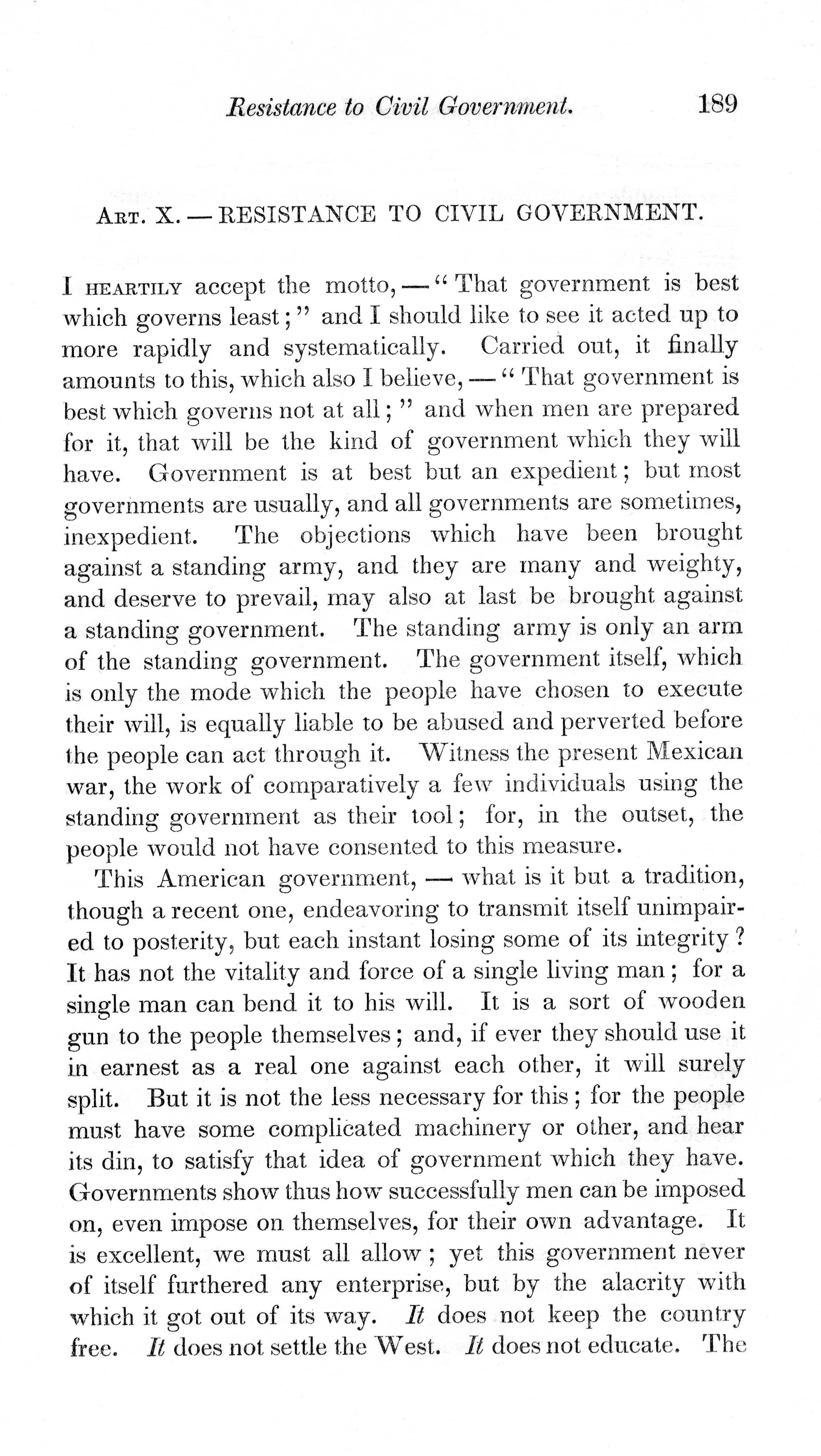
Erste Seite der Erstausgabe von 1849

Verfasst in den Zeiten der amerikanischen Eroberungs- und Sklavenpolitik fordert Thoreaus Essay auf, sich dem positiven Recht des Staates nur zu beugen, wenn es mit der persönlichen moralischen Wertung übereinstimmt. Er propagiert ein Gewissensrecht der Moral gegen Ungerechtigkeiten in der Demokratie mit Aussagen wie: „Wenn aber das Gesetz so beschaffen ist, dass es notwendigerweise aus dir den Arm des Unrechts an einem anderen macht, dann, sage ich, brich das Gesetz. Mach’ dein Leben zu einem Gegengewicht, um die Maschine aufzuhalten. Jedenfalls muss ich zusehen, dass ich mich nicht zu dem Unrecht hergebe, das ich verdamme.“ Auch klagt er die Beamtenschaft an, die sich dem Staat treu hingebe, ohne auf das eigene Herz zu hören.
Ein weiterer Kritikpunkt Thoreaus ist das Mehrheitsprinzip in Demokratien, „[d]a eine unqualifizierte Mehrheit ungerechte Rechte beschließen kann und ein Mehrheitsbeschluss keines Falls bedeuten, dass die beste Entscheidung getroffen wurde“. Er fordert ein individuelles Gewissensrecht, statt unkritisch Mehrheitsentscheidungen zu folgen.

## Wirkungsgeschichte
Diese Aufrufe zum zivilen Ungehorsam gegen den Staat aus Gewissensgründen inspirierten die Ideen zum gewaltfreien Widerstand von Gandhi und Martin Luther King. Auch die französische Widerstandsbewegung im Zweiten Weltkrieg, der Protestbewegung von 1968 bzw. die Friedensbewegung und die Umweltbewegung wurden von dieser Lektüre inspiriert.

## Verfilmung
2012 erschien der prämierte portugiesische Western Estrada de Palha (englischer Festivaltitel: Hay Road). Das von Regisseur Rodrigo Areias geschriebene Drehbuch basiert auf Thoreaus Essay.